# Lactarius mamorensis
Lactarius mamorensis é um fungo que pertence ao gênero de cogumelos Lactarius na ordem Russulales. Encontrado na Bolívia, foi descrito cientificamente pelo micologista alemão Rolf Singer em 1983.